# Kortezwaag

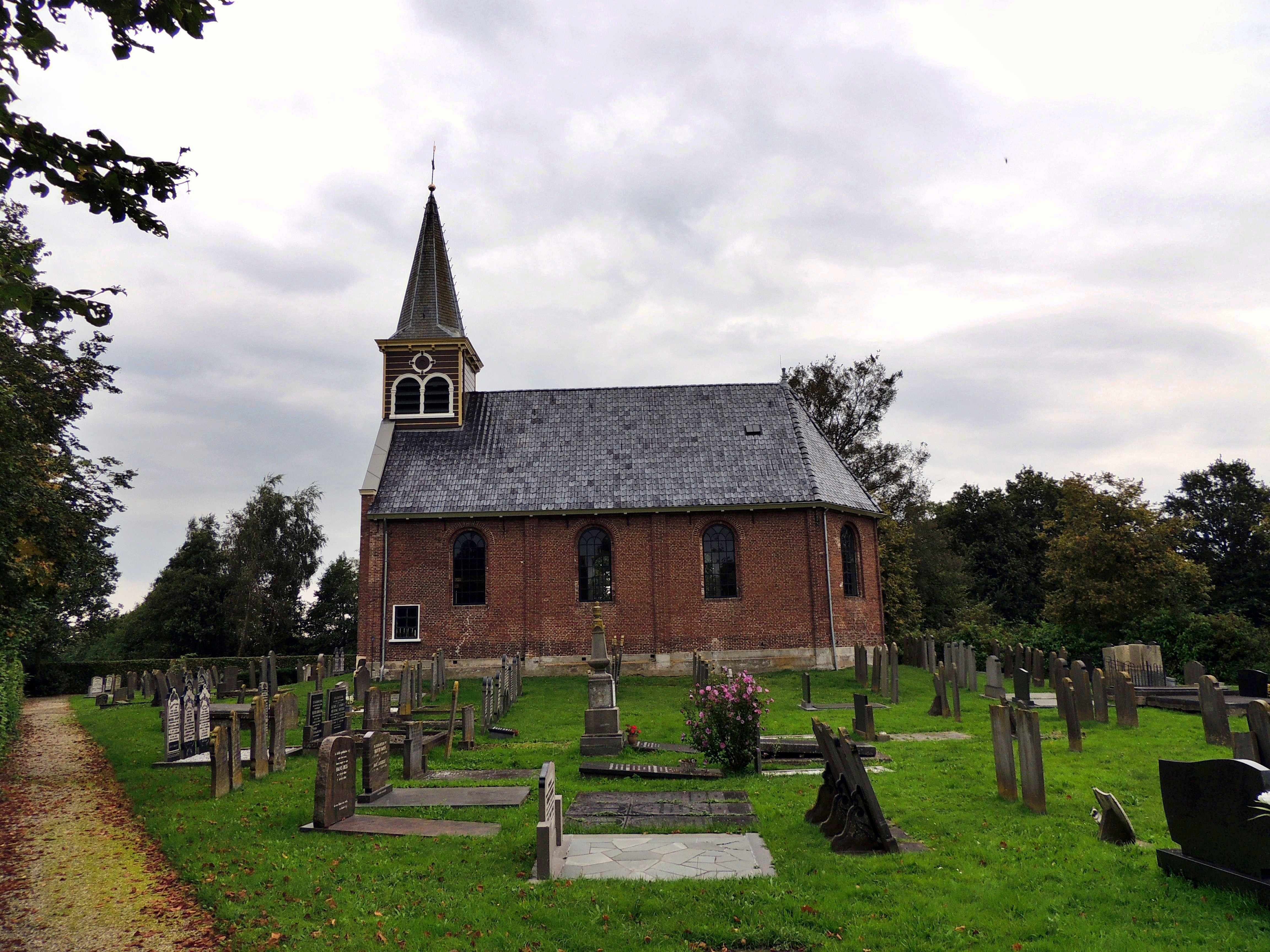
Mariakerk

Kortezwaag (Fries: Koartsweagen) is een buurtschap in de gemeente Opsterland, in de Nederlandse provincie Friesland.
Kortezwaag was op zijn laatst sinds 1315 een zelfstandig dorp. In 1962 verloor het zijn zelfstandigheid en werd het onderdeel van het dubbele dorp Gorredijk-Kortezwaag. Na enkele jaren besloot men dat te verkorten tot Gorredijk. Zo werd het dorp onderdeel van Gorredijk.
Men noemt het sindsdien ook een buurtschap, al spreekt men in de volksmond ook nog wel van een dorp. Het oostelijke deel van het voormalige dorp Kortezwaag wordt gevormd door de buurtschap Oosterend. Deze buurtschap wordt niet meer tot Kortezwaag gerekend.
De buurtschap Kortezwaag wordt meestal vanaf het sportveldencomplex Kortezwaag gerekend met de bewoning aan De Leijen, de Dwersfeart en de verbindingsstuk van de Nijewei tussen De Leijen en de Dwersfeart.

## Geschiedenis
De plaats wordt voor het eerst vermeld in 1315 als Urasuagh. De benaming Ura duidt op het feit dat het hoger gelegen was dan Langezwaag, dat dan als Utrasuagh werd geduid. 'saugh' (zwaag) duidt op weiland(en) waar vee werd gehouden. Kortezwaag werd in 1496 vermeld als die Corte Swaech en in 1505 als Corteszwaege.

## Kerk
De Mariakerk, die gelegen is aan De Leijen, stamt uit 1797 en is eigendom van de Stichting Alde Fryske Tsjerken. Het is ook een rijksmonument.

## Begraafplaats

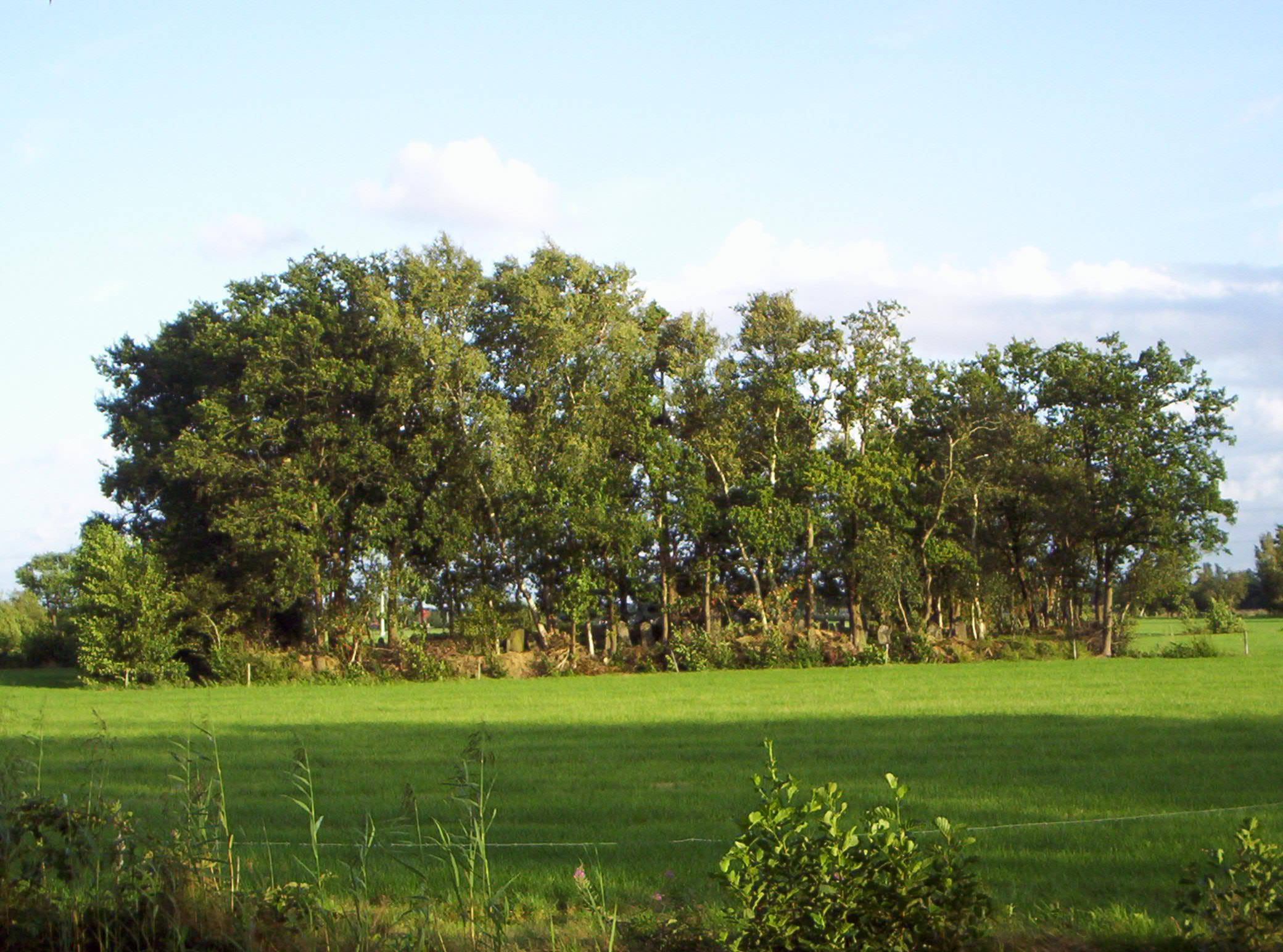
Joodse begraafplaats in zuidoosthoek van Kortezwaag

In de zuidoosthoek van Kortezwaag ligt een Joodse begraafplaats.

## Geboren in Kortezwaag

#### Geboren
- Hans de Jong (1921-2010), weerman

#### Woonachtig geweest
- Heinze Bakker (1942-2021), sportjournalist

Dorpen: Bakkeveen · Beetsterzwaag · Drachten-Azeven · Frieschepalen · Gorredijk · Hemrik · Jonkersland · Langezwaag · Lippenhuizen · Luxwoude · Nij Beets · Olterterp · Siegerswoude · Terwispel · Tijnje · Ureterp · Waskemeer (klein deel) · Wijnjewoude

Buurtschappen: Allardsoog (deels) · Haneburen · Hanebuurt · Heidehuizen · Hemrikerverlaat · Klein Groningen · Kooibos · Kortezwaag · Moskou (deels) · Nieuwe Vaart · Oosterend · Oud Beets · Petersburg (deels) · Rolbrug · Selmien · Sparjebird · Uilesprong · Ureterp aan de Vaart · Voorwerk · Vosseburen · Welgelegen (deels) · Wijngaarden · Wijnjeterpverlaat

Friesland: Steden en dorpen      Nederland: Provincies · Gemeenten